# Teodora de Valaquia
Teodora de Valaquia (en búlgaro: Теодора Басараб) fue la zarina consorte de Bulgaria entre 1331 y 1345. Era la hija de Basarab I de Valaquia y su esposa Margarita de Valaquia. Hacia 1323 se casó con Iván Alejandro, déspota de Lovech y luego zar de Bulgaria. Este matrimonio tuvo cuatro hijos: Miguel Asen, Iván Esratsimir, Iván Asen. En 1345 el zar se divorció de Teodora y la envió a un monasterio, donde se convirtió en monja y adoptó el nombre de Teófano.